# 阿什庫姆 (伊利諾伊州)
阿什庫姆（英語：Ashkum）是位於美國伊利諾伊州易洛魁縣的一個村落。

## 地理
阿什庫姆的座標為40°52′49″N 87°57′18″W / 40.88028°N 87.95500°W，而該地最高點為海拔高度204米（即669英尺）。

## 人口
根據2010年美國人口普查的數據，阿什庫姆的面積為2.08平方千米，當中陸地面積為2.08平方千米，而水域面積為0.00平方千米。當地共有人口761人，而人口密度為每平方千米365人。